# Julierpass
Průsmyk Julier (německy Julierpass, italsky Passo del Giulia) je alpský průsmyk v kantonu Graubünden ve Švýcarsku. S nadmořskou výškou vrcholu 2284 m n. m. spojuje údolí Oberhalbstein a Engadin. V horní části průsmyku se nachází evropské rozvodí mezi povodími Rýna a Dunaje.

## Poloha

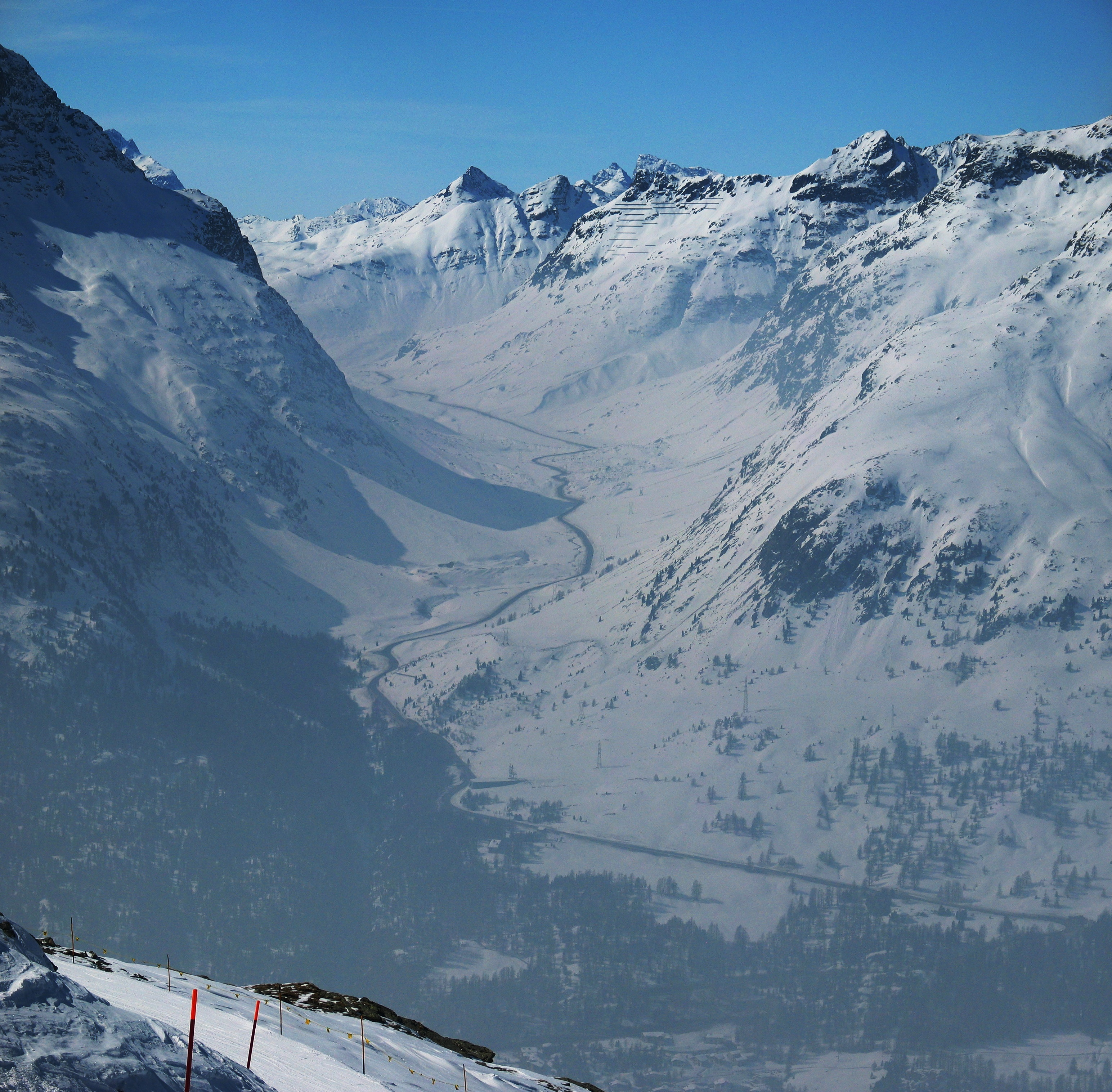
Julierpass při pohledu z lyžařského areálu Corvatsch

Julierpass na jaře 2014 během tání

Zatímco historie průsmyku sahá až do římských dob, moderní trasa vede po silnici postavené v letech 1820 až 1826. Dnešní cesta vede nejprve z Tiefencastelu (851 m) podél řeky Julie přes Savognin a Marmoreru do Bivia (1769 m). Zde, kde odbočuje silnice k průsmyku Septimerpass, která je rovněž uzavřena pro motorovou dopravu, začíná vlastní průsmyková cesta. Po 8,6 km se dostanete do nadmořské výšky, odkud silnice vede dolů do Engadinu do Silvaplana (1815 m).
Spojnice, která je nyní modernizovaná a celoročně otevřená, je součástí hlavní silnice 3 a překonává výškový rozdíl 1433 m s maximálním sklonem necelých 12 %. Vozovka je v celé délce širší než 5 m a snadno se po ní jezdí.
Pro vyhlídkovou trasu, zejména na mnohem delší severozápadní rampě (36 km) z Tiefencastelu až do průsmyku, jsou typické poměrně rovinaté úseky, které jsou opakovaně přerušovány krátkými "schody" s několika prudšími zatáčkami. Průměrný sklon zde činí 4 % a maximální 12 %. Východní rampa ze Silvaplany je mnohem kratší (7 km) s průměrným sklonem 6,7 % a maximem necelých 12 %, ale výškový rozdíl je zde také jen 469 m.
Na vrcholu průsmyku se nachází jezero Lej da las Culuonnas. Zvláště překvapivý je výskyt malého jezírka mezi holými stěnami těsně pod vrcholem průsmyku na severním svahu, kde se dále od roku 1954 nachází také vodní nádrž Marmorera (Lai da Marmorera) o rozloze asi 1,4 km². Hladina vody v nádrži se pohybuje kolem 1680 m. Při cestě ze Savogninu překonáte v několika ostrých zatáčkách téměř 100 metrů vysokou stěnu přehrady, podél jezera je trasa téměř rovinatá.
Julierpass je výchozím bodem dálkové turistické trasy Graubunden Hauteroute, která vede po severní straně Engadinu až do průsmyku Flüelapass.

## výškový profil
| Místo           | M nad mořem | Délka  | výškový rozdíl | kumulovaná délka | celkový výškový rozdíl Start (Tiefencastel) |
| --------------- | ----------- | ------ | -------------- | ---------------- | ------------------------------------------- |
| Tiefencastel    | 851 m       | –      | –              | –                | –                                           |
| Savognin        | 1207 m      | 9 km   | 356 m          | 9 km             | 356 m                                       |
| Rona            | 1408 m      | 5 km   | 201 m          | 14 km            | 557 m                                       |
| Mulegns-Sur     | 1538 m      | 4,5 km | 130 m          | 18,5 km          | 687 m                                       |
| Marmorera       | 1680 m      | 2,5 km | 142 m          | 21 km            | 829 m                                       |
| Bivio           | 1769 m      | 5 km   | 89 m           | 27 km            | 918 m                                       |
| Vrchol průsmyku | 2284 m      | 9 km   | 515 m          | 36 km            | 1433 m                                      |
| Silvaplana      | 1815 m      | 7 km   | −469 m         | 43 km            | 964 m                                       |

## Historie
V roce 2019 byly poblíž vrcholu průsmyku objeveny pozůstatky předřímských nalezišť mědi (asi do roku 1000 př. n. l.).
Fragmenty sloupů objevené při vykopávkách v horní části průsmyku patřily římské svatyni v horní části průsmyku. Dnes jsou postaveny podél silnice a dokládají velký význam julierpassu v době Římské říše. Stopy po kolech nalezené na několika místech ukazují, že průsmyk byl v té době využíván vozy s vysokými koly. V Riom-Parsonz, severně od průsmyku, byly vykopány pozůstatky mutatia (stanice pro výměnu koní).
Hlavní výhodou Julierpassu je jeho příznivá topografie. Jedinou větší překážkou je soutěska Crap Ses mezi Tiefencastelem a Savogninem, kterou Římané obcházeli protilehlým výstupem přes Mon a Salouf. Výše zmíněné "schody", které pocházejí z pravěkých sesuvů půdy, byly obtížně schůdné, ale nikoli nebezpečné. Vlastní trasa průsmyku mezi Biviem a Silvaplanou také není terénně náročná.
| Římské sloupy v horní části průsmyku |

Ve vrcholném a pozdním středověku Julierpass ztratil podíl na dopravě ve prospěch sousedního průsmyku Septimerpass, který vede přímo severojižním směrem a vyhýbá se tak odbočkám trasy Julier-Malojapass, která se táhne východním směrem. Další vznikající konkurence v podobě Gotthardského a Splügenského průsmyku přisoudila Julierpassu v evropské tranzitní dopravě podřadnou roli, nicméně jako regionální spojení ze středního Grisonu do Engadinu zůstávala důležitá po celou dobu. Poté, co byla stezka, která vedla od středověku v blízkosti Julier v Crap Ses, opakovaně poškozena povodněmi a sesuvy půdy, byla v roce 1777 ve skalách proražena nová stezka.

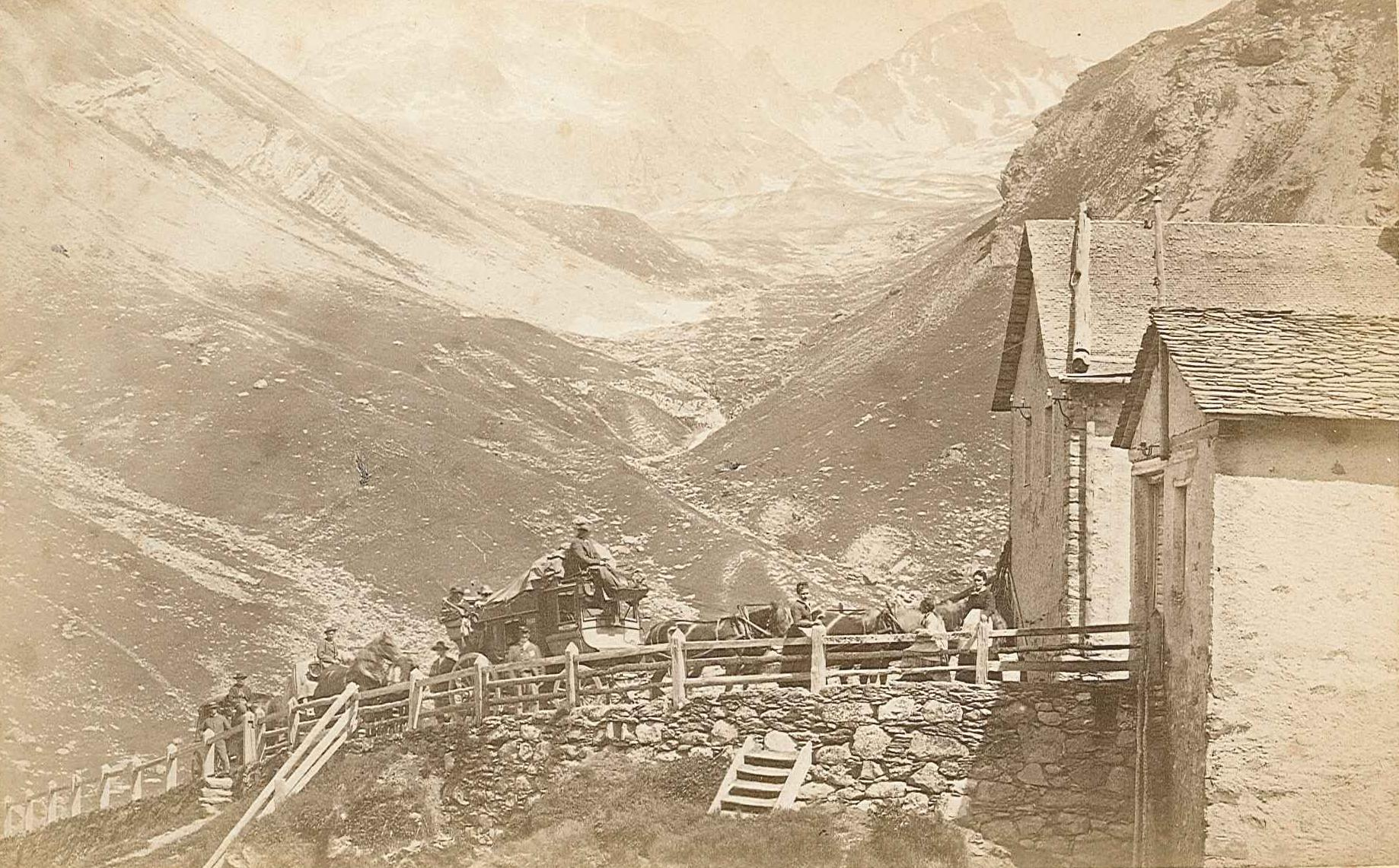
Hospic v průsmyku Julier, kolem roku 1881

Od roku 1820 nechal kanton Graubünden vybudovat novou silnici, která zhruba kopírovala osvědčený průběh stezky a pouze zmírňovala strmé schody vytvářením klopených zatáček. První významná vylepšení byla provedena ve 30. letech 20. století.
Když byla kolem roku 1950 postavena přehrada Lai da Marmoreras, musela být silnice přeložena v délce asi 3 km. Od 90. let 20. století byla silnice v průsmyku na mnoha místech modernizována, což se v některých úsecích rovnalo nové výstavbě. Například odkrytý úsek u Crap Ses je od roku 1992 obcházen tunelem dlouhým 706 m. Od léta 2008 byla na části severní strany vybudována nová silnice, která snížila počet ostrých zatáček. Obchvat Silvaplany byl dokončen v roce 2016.
Dne 20. srpna 1910 podala společnost E. Froté & Cie. v Curychu žádost o licenci na výstavbu a provoz elektrické dráhy z Churu přes Lenzerheide, Tiefencastel a Julierský průsmyk do Engadinu. Spolkové shromáždění udělilo koncesi spolkovým dekretem ze dne 22. června 1911 v souladu se zprávou Spolkové rady ze dne 3. dubna 1911, tento projekt však nebyl realizován.

## Uzavření průsmyku Julier
Od roku 1938 bylo na vrcholu průsmyku vybudováno kontrolní stanoviště Julier, které mělo zabránit postupu vojenských jednotek z Engadinu do centrální části Grisonu. Blokovací stanoviště tvořily dvě kaverny ve dvou svazích nad vrcholem průsmyku, v nichž byly umístěny protitankové kanóny a kulomety. Kromě toho byla postavena protitanková bariéra z kamenů vytěžených na místě. Další bariéra, bariéra Mulegns, se nacházela na severozápadní rampě severně od vesnice Mulegns. Obě bariéry byly v 90. letech 20. století opuštěny.